# Присаждане (растениевъдство)
Присаждането, или ашладисването, е техника използвана в растениевъдството, при която тъкани от растенията се притискат или присъединяват една към друга така че при по нататъшното нарастване и образуване на новите клетки на растението да бъде формирана цялостна тъкан.
Най-масовото приложение на присаждането е да даде на растението по-добри характеристики на присаждане и плодове с желани качества.
Основното приложение на ашладисването днес има две цели:
- производство на разсад – желателно в разсадници (предимно на овощни дървета и разсад за зеленчуци)
- заместване на сортове, замяна на сортове, стари на пазара, с нови и желани сортове.

Обикновено ашладисването се извършва в специално заделени места, но също така е възможно да се ашладиса зряло дърво в овощна градина, най-често това са прави тогава когато има нужда да се промени разнообразието в насажденията или да се опреснят старите дървета, чийто растеж е намалял. Ашладисването на зрели дървета се извършва главно през пролетта, когато дървото се събужда от зимен покой. Всъщност почти няма ограничение за периода, в който може да се извърши ашладисването, главно в зависимост от дървесния вид. Цитрусите обикновено се ашладисват през пролетта; широколистните дървета се ашладисват с пробуждането на първите пъпки; мангото, авокадото и субтропичните дървета – през лятото.

## Примери
Сребристият смърч както и различни плодни дръвчета могат успешно да бъдат ашладисвани.